# TwinBee
 (juillet 2016).
Si vous disposez d'ouvrages ou d'articles de référence ou si vous connaissez des sites web de qualité traitant du thème abordé ici, merci de compléter l'article en donnant les références utiles à sa vérifiabilité et en les liant à la section « Notes et références ».
Pour le jeu vidéo, voir TwinBee (jeu vidéo).
TwinBee est une série de jeux vidéo composée de jeux du type shoot 'em up, publiée depuis 1985 par Konami.

## Jeux
- TwinBee (1985), version arcade.
- Moero! TwinBee: Cinnamon Hakushi wo Sukue! (1986)
- TwinBee 3: Poko Poko Daimaō (1989)
- Twinbee Da!! (1990)
- TwinBee Donne!! (1990), Game Boy (remake)
- Detana!! TwinBee (1991), version arcade
- Pop'n TwinBee (1993), Super Famicom
- TwinBee: Rainbow Bell Adventure (1993)
- TwinBee Taisen Puzzle-Dama (1994)
- Twinbee Yahho! (1995), version arcade
- TwinBee PARADISE in Donburishima (1998)
- TwinBee RPG (1998)
- Pastel Jan (2002)
- Konami Suzume 〜 TwinBee Taisen-ban 〜 (2003)
- TwinBee Dungeon (2004)
- TwinBee JG (2007)
- TwinBee Portable (2007)
- Line GoGo! TwinBee (2013)